# Hogstad
För andra betydelser, se Hogstad (olika betydelser).
Hogstad är en tätort i Mjölby kommun och kyrkby i Hogstads socken i Östergötland.

## Befolkningsutveckling
| Befolkningsutvecklingen i Hogstad 1975–2020 | Befolkningsutvecklingen i Hogstad 1975–2020 | Befolkningsutvecklingen i Hogstad 1975–2020 | Befolkningsutvecklingen i Hogstad 1975–2020 | Befolkningsutvecklingen i Hogstad 1975–2020 |
| ------------------------------------------- | ------------------------------------------- | ------------------------------------------- | ------------------------------------------- | ------------------------------------------- |
|                                             |                                             |                                             |                                             |                                             |
| År                                          |                                             |                                             | Folkmängd                                   | Areal (ha)                                  |
| 1975                                        | 1975                                        |                                             | 310                                         |                                             |
| 1980                                        | 1980                                        |                                             | 302                                         |                                             |
| 1990                                        | 1990                                        |                                             | 296                                         | 42                                          |
| 1995                                        | 1995                                        |                                             | 285                                         | 42                                          |
| 2000                                        | 2000                                        |                                             | 271                                         | 42                                          |
| 2005                                        | 2005                                        |                                             | 254                                         | 42                                          |
| 2010                                        | 2010                                        |                                             | 241                                         | 42                                          |
| 2015                                        | 2015                                        |                                             | 236                                         | 44                                          |
| 2020                                        | 2020                                        |                                             | 230                                         | 45                                          |
| Anm.: Ny tätort 1975                        |                                             |                                             |                                             |                                             |

## Samhället
Hogstads kyrka ligger omgiven av öppen odlingsmark. Sitt nuvarande utseende fick kyrkobyggnaden på 1790-talet vid en ombyggnad av den medeltida 1100-talskyrkan.
I byns gamla skolbyggnad finns nu en förskola, föräldrakooperativet Björkbacken. Tingshuset med arrestlokal för Göstrings härad var i bruk till 1895.
Hogstad var första hållplats från Mjölby sett längs den numer nedlagda järnvägen mellan Mjölby-Hästholmen.  Stationsbyggnaden finns kvar i privat ägo sedan den byggdes om till enskilt bostadshus 1964. Banvallen finns också kvar men rälsen plockades bort efter 1990 när man lade ner den då kvarvarande godstrafiken. 